# 珠沙里
珠沙里是中華民國金門縣金城鎮的一個里，北與金寧鄉榜林村接壤，西北與賢庵里相接、西南與古城里相連，東南臨海，人口約兩千五百人，轄泗湖、小西門、東沙、珠山、歐厝5個聚落。元至正五年（1345年），同安人薛貞率家族來此避難，名此地為薛厝，後以東邊的珠山為名，明末歐陽氏、王氏遷入東沙、歐厝，民國時以最大的珠山、東沙聚落各取一字命名。